# Дягильно
Дя́гильно (бел. Дзя́гільна) — деревня в Дзержинском сельсовете Дзержинского района Минской области Беларуси. Расположена на реке Перетуть (приток реки Уса), в 4 километрах на север от Дзержинска, 6 километрах от железнодорожной платформы Дзержинск на линии Минск—Барановичи и 39 километрах от Минска.

## География
Деревня находится непосредственно к западу от города Дзержинск. Дягильно расположено между двумя дорогами, ведущими из Дзержинска, шоссе М1 и автодорогой Дзержинск — Ивенец. К востоку и западу от деревни текут два ручья, сливающиеся ниже в речку Перетуть, приток Усы (Уссы). Восточнее деревни на ручье плотина и запруда.

## История

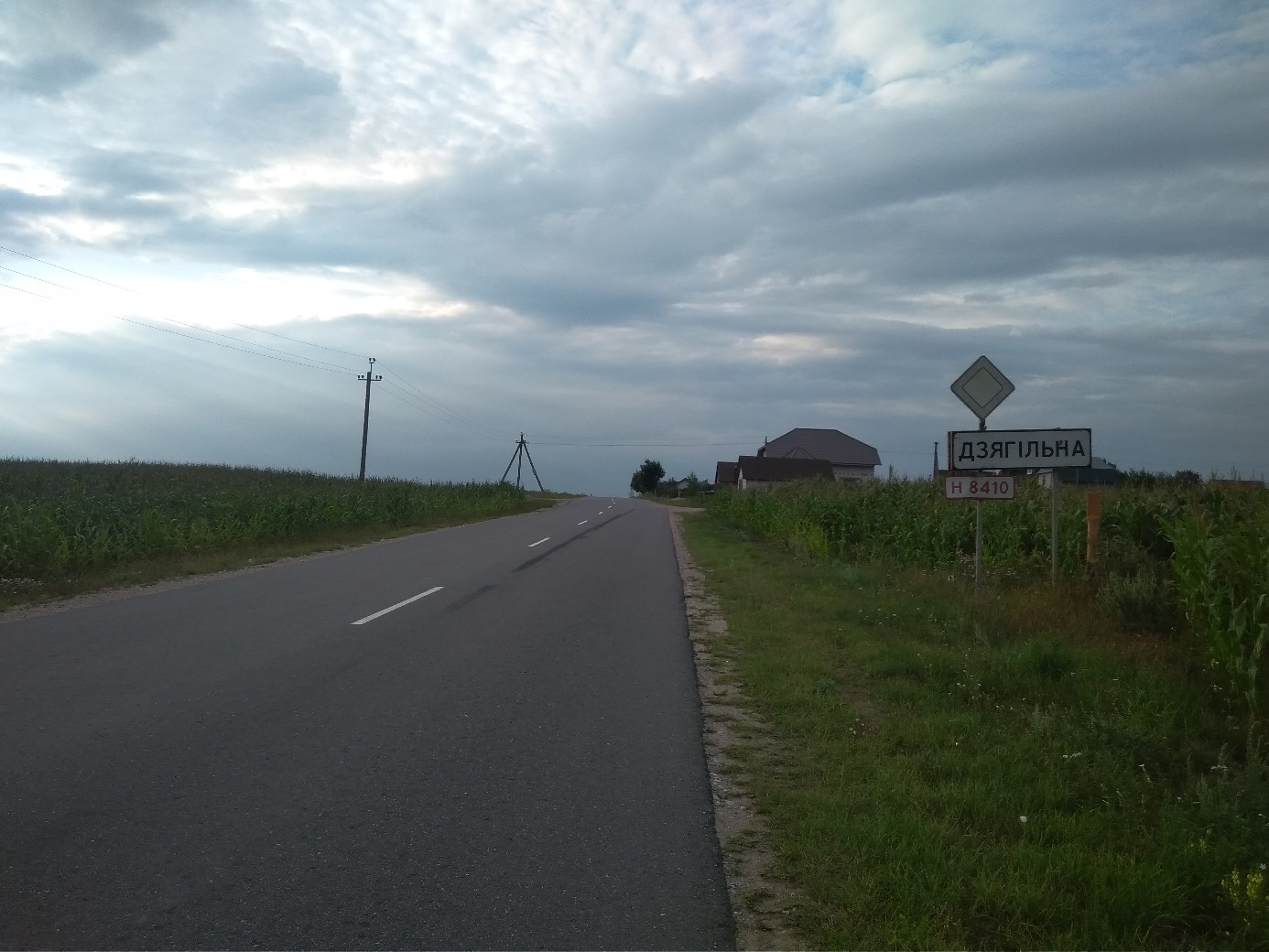
Южный въезд в деревню Дягильно, коттеджная застройка

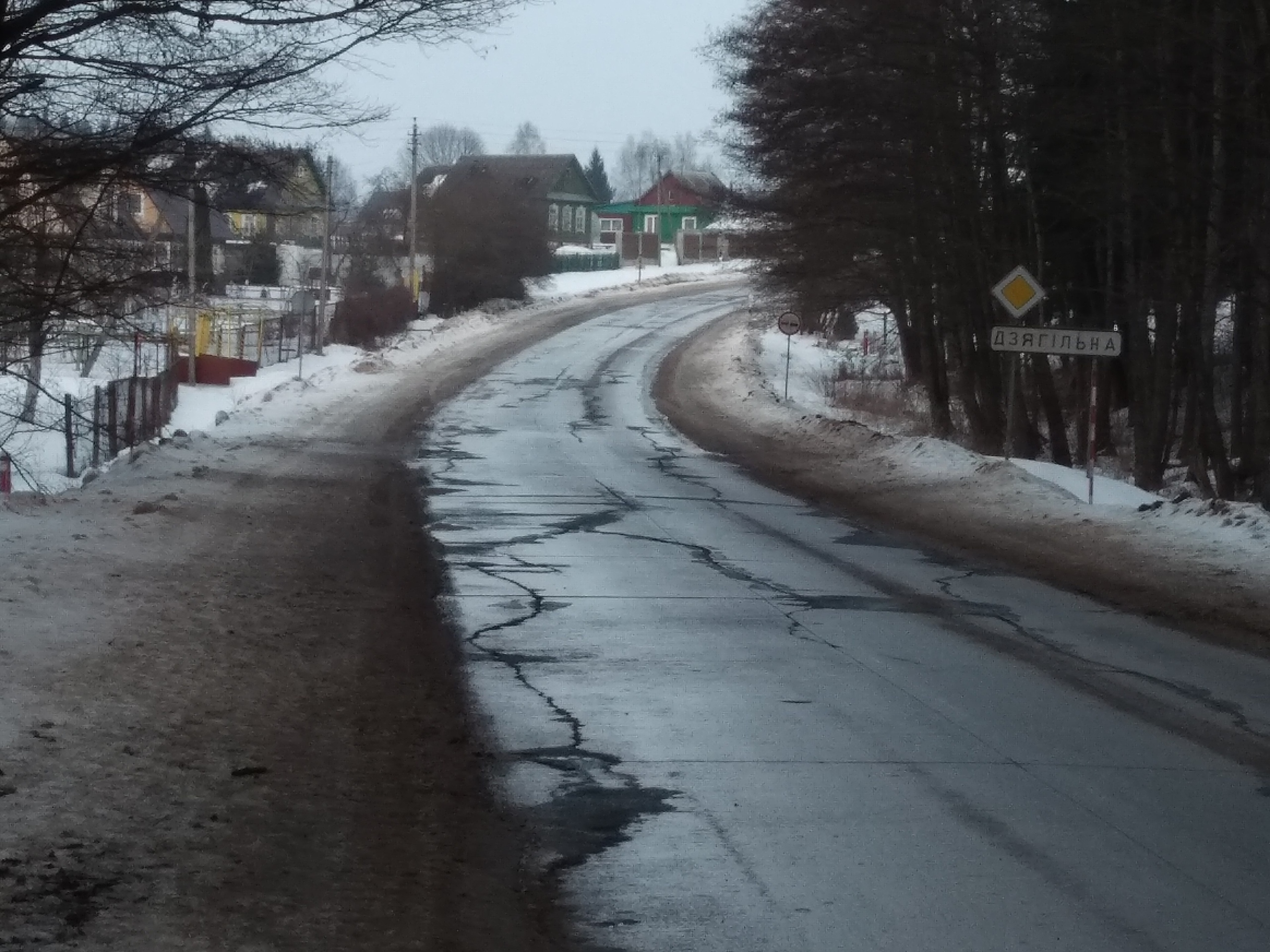
Восточный въезд в деревню Дягильно, садовое товарищество „Голубые Пруды“

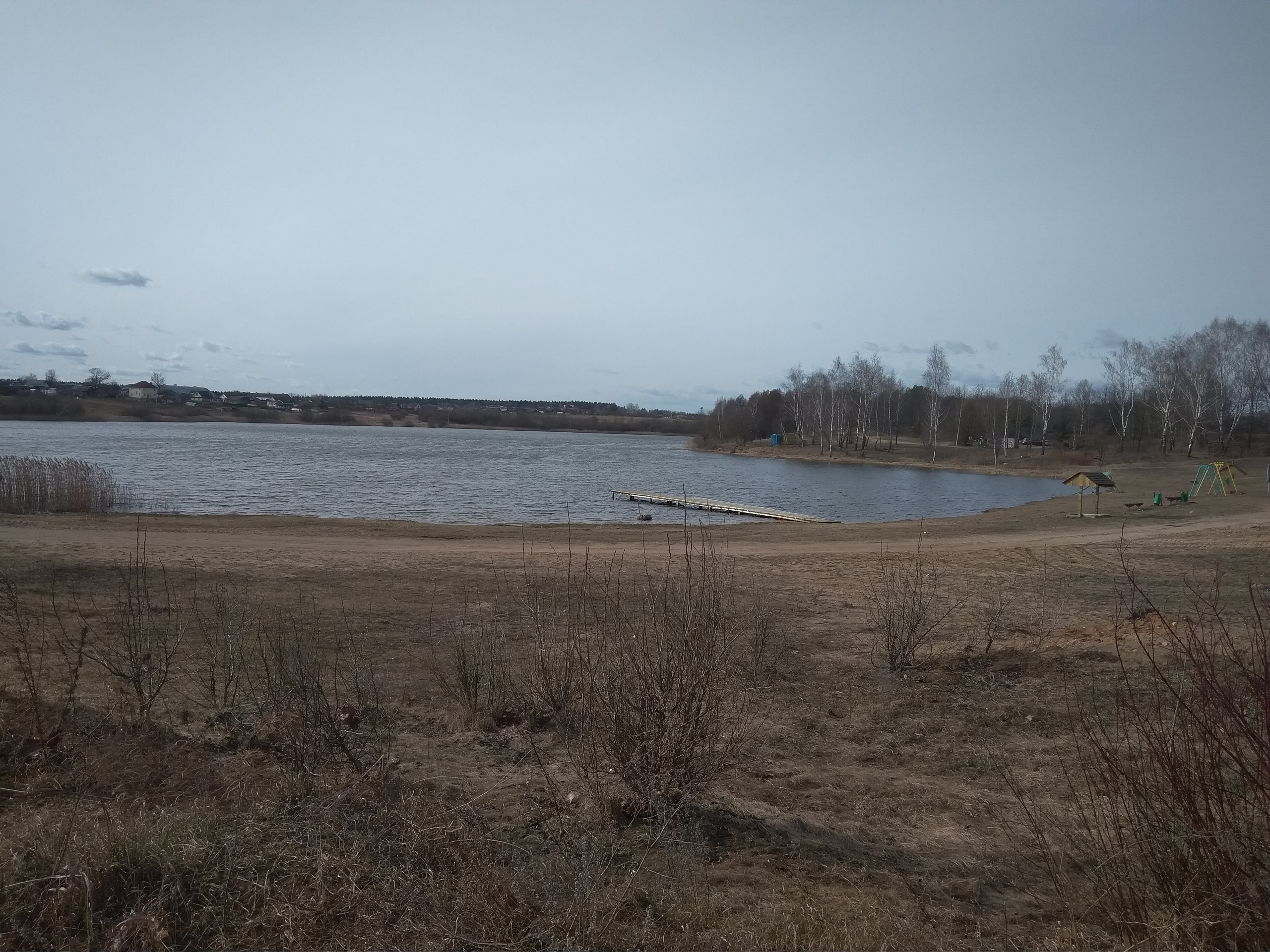
Дягильнянское водохранилище

Известная со 2-й половины XVI века как село Большое Дягильно в составе имения Койданово Минского повета Минского воеводства ВКЛ. В 1588 года в селе Большое Дягильно насчитывался 51 дым, в селе Малое Дягильно — 15 дымов, собственность Радзивиллов. Согласно инвентарю поместья за 1621 год являлась фольварком Койдановского графства. Крестьяне платили оброк, отбывали барщину и другие повинности.
После второго раздела Речи Посполитой (1793 год) в составе Российской империи. В 1796 году действовала корчма. В 1800 году — село и деревня в Минском уезде, 25 дворов, 222 жителей, владение князя Доминика Радзивила. В 1845 году имением Дягильно (входили деревни Малое Дягильно, Великое Дягильно, застенок Садковщина) владел помещик Адольф Янушкевич, имелось 193 души. В 1858 году деревни Большое Дягильно (94 ревизские души), Малое Дягильно (17 ревизских душ) и имение принадлежали помещику Я. Янушкевич.
В конце XIX — начале XX века в составе Койдановской волости Минского уезда Минской губернии. В 1883 году открыта школа. В 1897 году — село, 330 жителей, действовал хлебозапасный магазин. В одноимённом поместье 46 жителей, водяная мельница. В июне 1905 года крестьяне в споре с помещиком за пользование выгоном оказали сопротивление полиции. В 1912 году открыта школа (одноклассное народное училище). В 1917 году в селе 91 двор, 464 жителей, в имении 114 жителей.
В декабре 1918—августе 1919 население Койданово и близлежащих сёл которые попали под мобилизацию в Красную армию, не желая идти в армию уходили в лес. Когда окрестности Койданово, в августе 1919 года заняли части Польской армии, то дезертиры вышли с лесов и вернулись в родные села в которых пробыли до большевитского наступления в июле 1920 года, когда вновь вернулись в леса, где уже создавали партизанские отряды которые боролись с красногвардейскими частями до августа 1920 года, а также провозгласили Койдановкую независимую республику. Опорными пунктами партизан-повстанцев были село Дягильно, Касиловичи, Яново, штаб находился в селе Дягильно.
С 20 августа 1924 года в составе Макавчицкого сельсовета Койдановского (29 июня 1932 года переименован в Дзержинский) района Минского округа, с 23 марта 1932 года в составе Койдановского местечкового совета. С 31 июля 1937 года в составе Минского, с 4 февраля 1939 года — Дзержинского районов, с 20 февраля 1938 года в составе Минской области. Работала начальная школа (в 1925 году — 103 ученика). В годы коллективизации организован колхоз «Большевистский сев».
В Великую Отечественную войну с июня 1941 года до июля 1944 года посёлок был оккупирован немецко-фашистскими захватчиками. На фронте погибли 40 жителей. После войны восстановлен колхоз. С 1960 года в составе Дзержинского сельсовета, в деревне — 521 житель, в посёлке — 76 жителей. Входила в колхоз имени Дзержинского (центр — д. Петковичи). В 1991 году — 199 хозяйств, 511 жителей. По состоянию на 2009 год в составе СПК «Крутогорье-Петковичи». Ранее работали начальная школа, фельдшерско-аккушерский пункт, библиотека, в настоящее время остались магазин и молочно-товарная ферма.

### Владельцы
Владельцы деревни в соответствии в ревизскими сказками:
- 1795 год: княжна Анелия Воронецкая из Менчиских, первый брак с князем Иеронимом Флорианом Радзивиллом
- 1811 год: князь Доминик Радзивилл
- 1816 год: княжна Стефания Радзивилл
- 1834 год: помещики Михаил и Фекла Янушкевич, отец поэта и этнографа Адольфа Янушкевича
- 1850 год: помещик Януарий Михайлов Янушкевич (Янушкевичи владели имением и деревней до 1879 года[8])
- 1878/1879 год: продано по купчей титулярному советнику Константину Ващинину[9]

## Население
| Численность населения (по годам) | Численность населения (по годам) | Численность населения (по годам) | Численность населения (по годам) | Численность населения (по годам) | Численность населения (по годам) | Численность населения (по годам) | Численность населения (по годам) |
| 1800                             | 1845                             | 1890                             | 1909                             | 1917                             | 1960                             | 1991                             | 1999                             |
| -------------------------------- | -------------------------------- | -------------------------------- | -------------------------------- | -------------------------------- | -------------------------------- | -------------------------------- | -------------------------------- |
| 222                              | ↘193                             | ↗330                             | ↗402                             | ↗464                             | ↗521                             | ↘511                             | ↘369                             |
| 2004                             | 2010                             | 2017                             | 2018                             | 2020                             | 2022                             |                                  |                                  |
| ↗378                             | ↗397                             | ↗505                             | ↗523                             | ↗549                             | ↗574                             |                                  |                                  |

## Застройка и улицы
Деревня Дягильно является деревней линейного типа, вытянутой с севера на юг. Основная часть Дягильно (ул. Центральная) застроена старыми деревенскими домами и постройками. Другая часть деревни (вдоль шоссе и территория бывшего посёлка Дягильно) застроена коттеджной застройкой. На западе к деревне примыкает садоводческое товарищество «Голубые пруды».

### Улицы
В деревне расположены 5 улиц:
- Центральная улица (бел. Цэнтральная вуліца);
- Весенняя улица  (бел. Вясенняя вуліца);
- Лесная улица (бел. Лясная вуліца);
- Молодёжная улица (бел. Маладзёжная вуліца);
- Озёрная улица (бел. Азёрная вуліца)

## Достопримечательности
- Братская могила советских воинов расположена на северо-восточной окраине деревни. В могиле погребены 32 воина, которые погибли в бою против немецко-фашистских захватчиков в июне 1941 году. В 1966 году на могиле возведён обелиск[12].
- Фамильное кладбище Янушкевичей, на котором похоронен поэт и этнограф Адольф Янушкевич[13]
- Служебная постройка не сохранившиеся усадьбы Янушкевичей.